# D. G. Champernowne
David Gawen Champernowne, né le 9 juillet 1912 à Oxford et mort le 19 août 2000 à Cambridge, est un statisticien anglais. Il est professeur de statistiques économiques à l'université d'Oxford entre 1948 et 1959 puis enseigne l'économie et la statistique à l'université de Cambridge de 1970 à sa mort.

## Biographie
Alors qu'il n'a pas fini ses études à Cambridge, il publie en 1933 ses travaux sur les nombres normaux et en particulier sur la constante de Champernowne, nommée en son honneur. 
Après son passage à la London School of Economics, il travaille dans le département de statistiques du cabinet de Winston Churchill mais, entretenant des mauvaises relations avec son supérieur[réf. souhaitée] Frederick Lindemann, il change de poste pour devenir directeur du programme de la production aéronautique.
Par ailleurs, il collabore avec Alan Turing, qu'il connaît depuis 1948, à l'un des premiers programmes informatiques d'échecs, le Turochamp.
Il publie en 1998 avec Frank Cowell son livre le plus renommé, Economic Inequality and Income Distribution (Cambridge University Press).

## Publications
- (en) D. G. Champernowne et Frank Cowell, Economic Inequality and Income Distribution, Cambridge University Press, mars 1999 (ISBN 9780521589598).